# Марвин Марвин
„Марвин Марвин“ (на английски: Marvin Marvin) е американски комедийно-научнофантастичен сериал, който се излъчва по „Никелодеон“ на 24 ноември 2012 г. до 27 април 2013 г. В сериала участват Лукас Крукшънк, Пат Фин, Мат Дрю, Виктъри Ван Тюл, Джейкъб Бъртранд, Кейси Сандър и Камил Спирлин.

## Актьорски състав

### Главен състав
- Лукас Крукшънк – Марвин Форман
- Виктъри Ван Тюл – Тери Форман, сестрата на Хенри и Марвин
- Джейкъб Бъртланд – Хенри Форман, братът на Марвин и Тери
- Пат Фин – Робърт Форман, бащата на Марвин
- Мим Дрю – Елизабет Форман, майката на Марвин
- Кейси Сандър – Джордж „Поп-Топ“, дядото на Марвин
- Камил Спирлин – Бриана, най-добрата приятелка на Тери

## В България
В България сериалът е излъчен и по локалната версия на „Никелодеон“ в края на 2013 г. Дублажът е нахсинхронен в студио „Александра Аудио“. Ролите се озвучават от Владимир Зомбори (Марвин), Ася Братанова, Варвара Панкова, Ралица Стоянова (Тери), Цветослава Симеонова, Николай Пърлев, Анатолий Божинов, Филип Аврамов и Явор Караиванов. Преводът е на Ралица Кумчева, а тонрежисьор е Мартин Станев.

## Критика
Сериалът получава най-вече отрицателни рецензии от телевизионните критици. Media Life Magazine заявяват, че сериалът „Марвин Марвин“ си е просто слаб, слаб.